# Mississippi Goddam
Pistes de Nina Simone In Concert
"Go Limp"
Mississippi Goddam est une chanson engagée écrite et interprétée par la chanteuse américaine Nina Simone. Elle est incluse sur son album Nina Simone in Concert (en) (1964) basé sur les enregistrements de trois concerts qu'elle a donnés au Carnegie Hall en 1964.
Mississippi Goddam est, avec Four Women (en) et To Be Young, Gifted and Black, l'une des chansons engagées les plus célèbres composées par Nina Simone.
La chanson fait référence au meurtre de Medgar Evers et à l'attentat de l'église baptiste de la 16e rue. 
Goddam peut se traduire par « bon Dieu » mais aussi « putain ». Quatre États du sud refusent de diffuser le morceau qui est également soumis à la censure de la télévision nationale, officiellement en raison du blasphème. Certains disc jockeys noirs la diffusent mais les directeurs de leurs station masquent le goddam par un beep-beep, tandis que dans certains États, le titre de la chanson sur la pochette du disque se transforme en « Mississippi *@!!?*#! » ou « Mississippi Blank-Blank »,.